# 阪口美奈子
阪口 美奈子（さかぐち みなこ、1937年6月1日 - 2016年5月30日）は、日本の女優、声優。坂口 美奈子（読み同じ）名義での活動もある。劇団民藝に所属していた。東京都牛込区出身。
夫は俳優、声優の前田昌明。娘は舞踏家・振付師の前田新奈。

## 略歴・人物
学校法人雙葉学園在学時、劇場公開されていた『ローマの休日』のオードリー・ヘプバーンを見たことで女優を志し、卒業後に劇団民藝へ入団。1950年代後半から舞台に立ち、同劇団の看板女優として活動。テレビドラマにも出演し、吹き替えでは声優としても活動した。
出産後の舞台で腰を痛めたことで、30代後半から活動は控えめになったという。2016年5月30日に死去。78歳没。
テレビドラマで演じる役柄は、明るい性格とは対照的に自殺や失恋をする暗い役が多かったという。
思い出深い吹き替え出演作に、オードリー・ヘプバーンを吹き替えた『パリの恋人』を挙げている。

## 出演

### テレビドラマ
- おかあさん（KR・CBC）
  - 落葉の唄（1958年）
  - お茶とお見合い（1960年）
  - 日本の悲劇（1962年）
  - 美濃の石楠花（1963年）
  - クリスマスには何をうたう（1965年）
- 薔薇ものがたり（1959年、CX）
- ここに人あり「バラを愛す」（1959年、NHK）
- 広島に生きる（1959年、NHK）
- 再会（1959年、KR）
- 呼鈴（1960年、NTV）
- これが真実だ「会津娘子軍」（1960年、CX）
- 雨の庭（1961年、ABC）
- 口笛が冬の空に……（1961年、NHK）
- 東京の川風（1961年、NHK）
- 人命救助法（1961年、NHK）
- 市民の皆さん お宅はすきだらけです（1961年、NHK）- 妻
- しあわせ（1961年、NHK）
- 宗方姉妹（1954年、TBS）
- ちちははの記（1961年、NHK）
- 指名手配「その紙幣を追え」（1961年、NHK）
- 残るは、ただ灰……（1962年、NHK）
- 北国物語（1962年、TBS）
- 純愛シリーズ（TBS）
  - 銃声（1962年）
  - てんとう虫だまし（1963年）
- インスタント都市（1962年、NHK）
- 判決（NET）
  - 真実の価値（1963年）
  - けだもの（1963年）
  - 若い波（1965年）
  - 誕生日（1966年）
- オッペケペ（1963年、NHK）
- 嫁ぐ日まで 第13回（1963年、CX）
- 夕焼け雲（1963年、TBS）
- 利休切腹（1963年、NHK）
- いのちみじかけれど（1963年、CX）
- 三匹の侍 第16回（1963年、CX）
- 疵だらけのお秋（1963年、NHK）
- 山本富士子アワー「夜の傾斜」（1964年、CX）
- 夫の骨（1964年、TBS）
- 散華（1964年、TBS）
- 三匹の侍 2 第12回（1964年、CX）
- 加茂のおさ音（1964年、CX）
- なんでもない自叙伝（1965年、NHK）
- ゲンとイズミ（1965年、NHK）
- 人形佐七捕物帳 第17回（1965年、NHK）
- 新しい女（1965年、NHK）
- 七人の刑事（TBS）
  - きらいな虫（1965年）
  - されど暁に…（1966年）
  - 三日間（1968年）
- 海より深き（1965年、RKB）
- 事件記者 第267話「黒い春」（1966年、NHK）
- 拝啓一億さま（1966年、CX）- 語り手
- 路傍の石（1966年、NHK） - 吾一の母
- 記念樹（1966年、TBS） - きよ子
- 香代子の場合（1966年、NHK）
- 七つの愛の物語「海猫は鳴かない」（1967年、NTV）
- 絆（1967年、NHK）
- 振袖御殿（1970年、CX）- 御台所
- 柳橋物語（1970年、CX）
- いのちの歌（1970年、CBC）
- 夫婦学校 第13回（1971年、NTV）
- ありがとう 第2シリーズ 第4回（1972年、TBS） - 保の母親
- 原生花園 アンラコロの歌（1972年、TBS）
- 赤ひげ 第42回（1972年、NHK）
- 加那子という女（1973年、NTV）
- 快刀乱麻 第16回（1974年、ABC）
- 太陽にほえろ! 第139回「墓穴を掘る」（1975年、NTV）
- 花神（1977年、NHK）
- 幸福（1980年、TBS） - 英子

### 映画
- 実いまだ青し（1959年）
- 祈るひと（1959年）- 村上理津子[5]
- 煙の王様（1963年）- 今西克子[6]
- 堂堂たる人生（1961年）- 美代ちゃん[7]
- ヒロシマの証人（1968年）- 石原せつ
- 私が棄てた女（1969年）- 清水由起子
- 君は海を見たか（1971年）- 木宮佳子

- 青い珊瑚礁（エメリン〈ジーン・シモンズ〉）
- ある結婚の風景（マリアンヌ〈リヴ・ウルマン〉）
- 喝采（ジョージー〈グレース・ケリー〉）
- 危険がいっぱい（バーバラ〈ローラ・オルブライト〉）
- 個人教授（フレデリク〈ナタリー・ドロン〉）※日本テレビ版
- サン・セバスチャンの攻防（キニータ〈アンジャネット・カマー〉）※フジテレビ版
- 女優志願（エヴァ〈スーザン・ストラスバーグ〉）
- パリの恋人（ジョー〈オードリー・ヘプバーン〉）※東京12ch版

### ドラマ
- 刑事コロンボ 悪の温室（キャシー〈サンドラ・スミス〉）[8]
- ホロコースト/戦争と家族（インガ〈メリル・ストリープ〉）
- ミス・マープル パディントン発４時50分 （エマ）※追加録音部分は斎藤恵理が担当。

## 朗読
- 銀河鉄道の夜（1977年、NHK）